# RIP SLYME
RIP SLYME（リップスライム）は、4MC+1DJで構成される日本のヒップホップグループ。事務所、レコード会社はワーナーミュージック・ジャパンに在籍。ヒップホップ・クルーFUNKY GRAMMAR UNITに所属。
2018年10月30日より活動を休止。その後、2022年4月15日よりRYO-Z、ILMARI、DJ FUMIYAの3人体制で活動を再開したが、2025年4月4日よりメジャーデビュー25周年の記念日である、2026年3月22日までPES、SUが再加入して再び五人体制で活動を再開した。2026年3月22日以降は活動休止予定。

## メンバー
| 名前      | 生年月日               | 血液型 | 出身地     | パート | 備考                    |
| --------- | ---------------------- | ------ | ---------- | ------ | ----------------------- |
| ILMARI    | 1975年6月17日（50歳）  | A型    | ヘルシンキ | MC     | メインラッパー          |
| RYO-Z     | 1974年7月15日（51歳）  | 不明   | 東京都     | MC     | メインラッパー MC進行役 |
| DJ FUMIYA | 1979年3月14日（46歳）  | A型    | 神奈川県   | DJ     | トラックメイカー        |
| PES       | 1976年12月27日（48歳） | AB型   | 東京都     | MC     | 高音ラッパー            |
| SU        | 1973年11月20日（51歳） | O型    | 神奈川県   | MC     | 低音ラッパー            |

### 元メンバー
- DJ SHOJI（ショウジ）本名 : 中田 祥二(なかだ しょうじ)
- DJ Shige（シゲ、1974年10月7日 - ）本名：岩崎 成之（いわさき しげゆき）
  - 東京都東大和市出身。DJ担当。初期メンバーの1人。
  - 静岡県伊東市の"キャトルサンドイッチズ"にて、クラフトサンドイッチを販売していたものの、2025年8月8日に自身の体調不良により閉店したことをInstagramで発表した[4]。

### サポートメンバー
- WISE(TERIYAKI BOYZ) : 2017年のSU不在時よりサポートラッパーとして参加。2022年の活動再開以降もライブに参加。
- おかもとえみ(フレンズ) : 2022年よりライブに参加。

## 来歴

### 結成
1994年8月、RYO-Z, ILMARI, PES, DJ SHOJI, DJ Shigeの3MC+2DJにて結成。グループ名の由来は、初期メンバーでありMCであるRYO-Z, ILMARI, PESの頭文字を取り、それに当時流行していた玩具「スライム (SLIME)」の綴りを変えた"SLYME"を組み合わせた物。元々はギビニバンコ、トゥエンティ・フォー・セブンという名義でも活動していた。同年12月、「YOUNG MCS IN TOWN 新人ラッパーコンテスト」で優勝している。

### インディーズ時代
- 1995年、アルバム『Lip's Rhyme』でデビュー。
- 1996年、DJ SHOJI, DJ Shigeが脱退。DJが不在になる。
- 1997年、DJ FUMIYAが加入。3MC+1DJの形態になる。
- 1998年、アルバム「Talkin' Cheap」を発売。
  - 同アルバム収録曲"Searchin'"でのコラボレーションを切っ掛けにSUが加入。4MC+1DJの形態となる。
- 1999年、Dragon Ash主催のTMC (Total Music Communication) ツアーに誘われ参加。それがきっかけで「田辺エージェンシー」から声を掛けられ所属（TMCには2000年も引き続き参加）。

### メジャー時代
メジャーデビューは2001年3月だが、プロジェクト自体は田辺エージェンシーとワーナーミュージック・ジャパンによって1年前の2000年から始められていた。デビュー翌年にリリースされたセカンドアルバム『TOKYO CLASSIC』は、日本のヒップホップ史上初の100万枚の売り上げを記録した。

#### 2000年代
- 2001年
  - 3月22日、シングル「STEPPER'S DELIGHT」でメジャーデビュー。
  - 同年、メジャー1stアルバム『FIVE』を発売。
- 2002年
  - 3月31日、ピチカート・ファイヴのトリビュート・アルバム「戦争に反対する唯一の手段は。-ピチカート・ファイヴのうたとことば-」で「nonstop to tokyo」をカバー。
  - 7月24日、2ndアルバム『TOKYO CLASSIC』を発売。初のオリコン初登場1位を獲得。同じ日に発売されたSMAPのアルバムを抑えて1位獲得した。この発売を記念して、購入者を先着で日本武道館での特別ライヴに無料招待している。
  - 日本のヒップホップアーティストとして初めて日本武道館でライブを開催した[7]。本公演では、従来の紙チケットではなく当時普及されてないモバイルで配られたデジタルチケットを採用しており、一万人以上規模でペーパーチケットレスのシステムが導入されたのは日本で初のこと。

- 2003年
  - 7月16日、3rdアルバム『TIME TO GO』をリリース。オリコンウィークリーチャート初登場1位を獲得。
  - 7月20日、日本のヒップホップ界史上、初となる野外5万人LIVE「SUMMER MADNESS '03」を国営昭和記念公園で行う。なお、同公演のチケットは即日完売したため、後にチケットを追加販売。実際には同会場に5万2000人を動員した。
  - 8月3日、ROCK IN JAPAN FESTIVAL 2003に出演。3日目の大トリを務めた。
  - 3月26日初のDVD『SHORTCUTS!』をリリース。
- 2004年
  - 3月17日、8枚目のシングル「Dandelion」をリリース。オリコンウィークリーチャートでは初登場2位を記録。
  - 前記のシングルを引っ提げ2月23日にクラブツアー「DANCE FLOOR MASSIVE」がスタート。Zepp Tokyoなど全国7都市10公演を回った。
  - 8月7日、昨年に引き続き夏の野外LIVE「OCEAN'S FIVE」を沖縄県の宜野湾海浜公園屋外劇場にて行う。
  - 11月3日、4thアルバム『MASTERPIECE』をリリース。
  - 11月27日、初のアリーナツアー「MASTERPIECE TOUR 2004」がスタート。大阪城ホールを皮切りに名古屋レインボーホール、日本武道館(3DAYS)など全国7都市11公演、延べ10万3000人を動員。RIP史上最大のツアーとなっている。
  - 同年、サッカープレイヤーロナウジーニョの指名で、2001年に発表した曲「STEPPER'S DELIGHT」がNIKE FOOTBALLの東アジアCMソングに使用された。
  - 「STEPPER'S DELIGHT」のリミックスバージョンが作られ、それが東アジア中にCMと共に放送された。このCMに使われた曲は、後に発売されるベスト・アルバム『グッジョブ!』内に「STEPPER'S DELIGHT (TRICKY REMIX)」（初回限定盤のみ）収録された。
- 2005年
  - 4月13日、2作目のDVD『ROUGH-CUT FIVE』をリリース。
  - 8月5日、ROCK IN JAPAN FESTIVAL 2005に出演し、初日のトリを務めた。なお二日目にはMr. Children、三日目にはサザンオールスターズがトリをつとめた。
  - 8月31日、初のベスト・アルバム『グッジョブ!』をリリース。
  - この頃からDJ FUMIYAは体調不良により一時活動を休止。代役として、ライブ活動などはDJ SOMAがDJを務めた。
  - 同年12月、『グッジョブ!CHRISTMAS EDITION』をリリース。
- 2006年
  - 1月25日、11枚目のシングル「Hot chocolate」をリリース。カップリング曲には"RIP SLYME vs HOTEI"名義で、ロックミュージシャンの布袋寅泰とのコラボレーションによる「FUNKASTIC BATTLE」を収録。（「MTV TOYOTA MASH UP PROJECT」の一環として作られた曲であり、マッシュアップという手法で布袋の「BATTLE WITHOUT HONOR OR HUMANITY」とRIP SLYMEの「FUNKASTIC」をミックスしている。）
  - 布袋バージョンの「BATTLE FUNKASTIC」が、"HOTEI vs RIP SLYME"名義で同日リリース。トヨタ・bBのCMソングに使用された。
  - 同年7月5日に、ロックバンド"くるり"とのコラボレーションシングル「ラヴぃ」「Juice」を発売。それぞれ「リップスライムとくるり」「くるりとリップスライム」名義で、シングルを発売。
  - 8月25日、公式サイトにてFUMIYAの復帰シングル「ブロウ」と5thアルバム『EPOCH』のリリースを発表。
- 2007年
  - 未発表曲、「I・N・G」でVAIOとコラボした。このCMは「I・N・G」のPVから色々なパターンを抽出し、それをそのままCMにしている。
  - 同年、「TOKYO HEART」をテーマにした東京メトロのCMに、新曲「Tales」がタイアップされた。なお、プロモーションビデオには、宮崎あおいが出演。宮崎とのPVのコラボは、2004年リリースされた「Dandelion」以来3年ぶり。
  - 5月23日、3作目のDVD『Cut It Now!』を発売。
  - 7月25日、シングルとしては約9か月の13thシングル「熱帯夜」をリリース。このシングルはcoke + iTunesのCMタイアップである。
  - 11月7日、14thシングル「SPEED KING」を発売。このシングルはファーストフード店マクドナルドとCM、PVでタイアップしている。
  - 11月28日、6thアルバム『FUNFAIR』を発売。
- 2008年
  - 「love&hate」が、オンワードのブランドである23区、「SPLASH」がAXE、「Supa Sonic」がキリンスポーツサプリソニックのCMに使用される。
  - 7月30日に15thシングル「太陽とビキニ」を発売。
  - 10月22日に「love&hate」をダウンロード限定配信。
  - 11月26日に「Supreme」をダウンロード限定配信。
  - 12月24日に「STAIRS」の着うた(サビver.)をダウンロード配信。
- 2009年
  - 1月28日に「STAIRS」をダウンロード配信。
  - 2月25日に16thシングル「STAIRS」を発売。「STAIRS」がONWARD「23区」'09春の、「watch out」がP&GのプリングルズのCMに使用。
  - 「スポンジボブのテーマ」がNHK教育で放送されているスポンジボブの曲に4月1日から使用。また、声優で出ている放送もある。この放送は、5月6日に放送された。この曲は、4月1日より着うたダウンロード配信される。
  - 5月6日より「スポンジボブのテーマ」の着うたフル配信開始。
  - 6月10日、7thアルバム『JOURNEY』を発売。
  - 6月29日、adidas60周年キャンペーンの日本代表に選ばれる。
  - 7月15日から、アルバム『JOURNEY』に収録されている、「Good Day」をリミックスした、「adidas」キャンペーンソング「Good Day adidas original remix by DJ FUMIYA」バージョンが配信開始。
さらに、「じゃらん」のCMソング「JOURNEY」がCMバージョンで配信開始し、CMも同時開始。
  - 9月23日、5作目のDVD『Quick Cut』を発売。
  - 11月16日、J-WAVE 81.3FM 冬のキャンペーンソング、「星に願いを」に決定。J-WAVEで11月21日よりオンエア。
  - 12月21日 - 12月25日、「星に願いを」を5日間期間限定配信。J-WAVE SOUNDSでは着うた、mumo(ミューモ)では、着うたフルを配信。

#### 2010年代
- 2010年
  - 5月27日、シングル「マタ逢ウ日マデ2010〜冨田流〜」を6月30日発売発表。ベスト・アルバム『GOOD TIMES』8月4日発売発表。
  - 5月28日、RIP SLYME初の展覧会開催決定。題名は『RIP SLYME大博覧会｢GOOD TIMES｣2001〜2010～HIPでPOPでARTな10YEARSなのだ！！〜』
  - 6月1日、史上初、1CMに2つの楽曲がタイアップという触れ込みで ソニー・エリクソン・モバイルコミュニケーションズの「"サイバーショットケータイ S003" & "BRAVIA(r) Phone S004"」のCM曲の内の1つにRIP SLYMEがCMのために書き下ろした曲である「Good Times」が使用されることが発表される。8月4日に発売されるベスト・アルバム『GOOD TIMES』に収録されるタイトルチューンである。CM放送は、6月21日からである。
  - 6月9日、「マタ逢ウ日マデ2010〜冨田流〜」&「トゥナイト」の着うた配信開始。
  - 6月12日、パルコ グランバザール CMソング「パルコアラ」をSUが担当。
  - 6月17日、TDK Life on Recordの「プレミアム・ワイヤレス ステレオヘッドホン TH-WR700」イメージキャラクターに使用される。
  - 6月22日、ソニー・エリクソン・モバイルコミュニケーションズCM曲「Good Times」の着うた配信開始。
  - 6月23日、7月13日(火)より開始のフジテレビ系列全国ネット火曜9時ドラマ「ジョーカー 許されざる捜査官」のドラマ主題歌を担当。曲名は『「GOOD TIMES」収録「SCAR」』。今回ドラマ主題歌を歌うのは初である。さらに、同時に着うたを配信開始。
  - 6月30日、17th single「マタ逢ウ日マデ2010〜冨田流〜」発売。同時にケータイ用きせかえ第一弾として「マタ逢ウ日マデ2010〜冨田流〜」バージョンを配信。
  - 7月5日、ラジオ J-WAVE81.3FM番組｢M+｣で新コーナー「“RIP SERVICE”(リップサービス)」がスタート。
  - 7月7日、ケータイ用きせかえ第二弾「楽園ベイベー」バージョンを配信。バンダイナムコゲームス「太鼓の達人+」とのコラボレーションで、SUの『ディープ・クレンジング』と追加楽曲パック「RSパック」を配信開始。
  - 7月21日、この日発売のSMAPのアルバム『We are SMAP!』に「Going Over」という曲を提供。
  - 7月30日、2週連続、テレビ朝日全国ネット「ミュージックステーション」に出演。曲名は「SCAR」。
  - 8月1日、「Music Lovers」出演。
  - 8月4日、ベスト・アルバム『GOOD TIMES』発売。
  - 8月6日、テレビ朝日全国ネット「ミュージックステーション」に出演。曲名は「Good Times」。
  - 12月1日、裏ベスト・アルバム『BAD TIMES』発売。
- 2011年
  - 1月28日、「キリンフリー」のCMでRYO-Zがナレーションで出演。
  - 2月17日、アルバム「STAR」特設サイト｢RIP SLYME SPACE TRIP｣オープン。
  - 3月2日、8thオリジナルアルバム『STAR』発売。
  - 4月21日、「RIP SLYME STAR TOUR 2011」公演開始。しかし、この日より行うはずだった「RIP SLYME STAR TOUR 2011」は東北地方太平洋沖地震により、中止になる地域が発生した。
  - 5月7日、SU著書「Kokan Nikki」を発売。
  - 6月16日、新型日産・ラフェスタ Highway Starのキャンペーンソングとして「甘い生活～La dolce vita～」使用。RIP SLYMEがオリジナルのペインティングを施した、日産ラフェスタ Highway Starのプレゼントキャンペーンも行われた。
  - 6月28日、ジャックダニエルとコラボ。キャンペーンソングとして、「JACK GOES ON」制作。
  - 7月18日、「RIP SLYME STAR TOUR 2011」公演終了。
  - 8月17日、布袋寅泰の30周年記念アルバム「ALL TIME SUPER GUEST」発売。その中で「バンビーナ」をカバー。
  - 9月17日、「LIVE福島 風とロックSUPER野馬追」に出演。6日間にわたって行われた、このライブはGoogle、YouTubeで生配信された。「福島を元気にしよう」というテーマで行われた。
  - 9月28日、リップのPV集「GOOD TIMES DVD ～The Complete Music Video Clips 2001-2011～」発売。
  - 11月9日、リップのベストライブ集「GOOD TIMES ～The Best Live Performance 2002-2011～ 」発売。
- 2012年
  - 1月25日に発売されたleccaのアルバム「Step One」の中で、「HI-TEN」という曲にSUとILMARIが参加。
  - 2月29日、Studio Apartmentのアルバム｢にほんのうた｣発売。その中の「ミス ユニバース」という曲に、黒木メイサとともにSUとILMARIがフィーチャリング。
  - 3月24日、僕達急行 A列車で行こう公開。主題歌はRIP SLYMEの「RIDE ON」。それと同時に「RIDE ON（僕達急行ver.）」を配信開始。基本のリリック、トラックは変わらないが電車音などがバックで入っている。
  - 4月17日に放送開始のフジテレビ系列全国ネット火曜9時ドラマ『リーガル・ハイ』にて、5月30日（水）にソロデビューしたPESが主題歌を担当。曲は「女神のKISS」。
第1話終了後12時間、「女神のKISS」の着うたが無料配信された。
- 2013年
  - 1月30日、東京マラソン2013 チャリティ“つなぐ”【Run with Heart】のテーマ曲「Run with...」の着うた配信開始。
  - 2月13日、「Run with...」の着うたフル配信開始。
  - 5月22日、3年ぶりとなる18枚目のシングル「ロングバケーション」発売。
  - 7月10日、19枚目のシングル「ジャングルフィーバー」発売。
  - 7月15日、RIP SLYME主催「真夏のWOW at STUDIO COAST」開催。コンセプトは「昼から夜まで1日中楽しめるワクワク、ドキドキのワンダーランド」。
  - 11月13日、20枚目のシングル「SLY」発売。フジテレビ系ドラマ『リーガルハイ』主題歌に使用。
  - 12月4日、前作『STAR』から2年9ヶ月ぶりとなる9枚目のオリジナルアルバム『GOLDEN TIME』発売。
- 2014年
  - 12月、2015年2月7日公開の映画「ミュータント・タートルズ」の日本語版テーマソングとして新曲「ナイショデオネガイシマス」を書き下ろしたことを発表[8]。
- 2015年
  - 5月、5月30日からフジテレビで放送開始のお笑い番組「ENGEIグランドスラム」に「JUMP with chay」が使用される。また、RYO-Zが芸人呼び込みのナレーションを担当[9]。

### 活動休止
- 2017年
  - 4月、SUが活動を休止。当時ブッキングされていたイベント、フェスなどは4人で出演した。また、一部ライブにはWISEがサポートで出演した。一部報道においては、SUの不倫疑惑が週刊誌に掲載されたことが活動休止の理由としている[3]。
  - 9月16日、「氣志團万博」に出演。この日が活動休止前の最後のライブとなっている。
- 2018年
  - 10月30日、正式に活動休止。31日にグループの公式サイトを閉鎖。 尚、活動休止に関する一連の経緯について、PESは「私は何も知らないのでなんともコメント出来ない。」「変なのですがホントにニュースで知ったので…。何も聞いていないのでその旨も伝えられないというか…。わたしは随分前から何も出来ない立場なので謝ることしか出来ません。」とTwitterにて発言[10][11]。一方、SUは自身のInstagramにて「全ての責任は私にあります」と自身が休止の原因である旨を発言している[12]。

### 活動休止後
- 2021年
  - 11月1日、PESが2017年9月を以ってグループを脱退、所属事務所を退社していたことを発表[13][14]。その後は主にYouTubeやInstagramにて生配信を行っている。
  - 11月22日、PESがRIP SLYMEからの脱退を公表した件について、RYO-Z、ILMARI、FUMIYAがコメント動画をYouTubeチャンネル・リップチャンネルで公開[15]。
  - 11月27日、ILMARI、RYO-Z、FUMIYAが新曲「Human Nature」をYouTubeチャンネル・リップチャンネルで公開[16]。
- 2022年
  - 1月11日、定期配信以外のインスタライブと、その後のYouTubeチャンネル・リップチャンネルでメンバーから配信視聴者に向けて、前年10月31日をもって20年以上所属した田辺エージェンシーを退社したことを発表。
  - 4月15日、RYO-Z、ILMARI、DJ FUMIYAの3人体制で活動を再開。5ヶ月連続リリース企画がスタート。
- 2024年
  - 2月6日、ILMARIと元メンバーのPESがそれぞれインスタグラムに写真を投稿。約1年前より2人を中心に数回にわたって話し合いをしていたことを公表。

### 期間限定での5人体制活動再開
- 2025年
  - 4月4日、ILMARI中心に再集結計画を立て5人のRIP SLYMEにちゃんと句点（。）をつけるためメジャーデビュー25周年の記念日である2026年3月22日までPES、SUが再加入して、再び五人体制で活動を再開する事を発表した。2026年3月22日以降はグループとしての活動を休止する予定。
  - 4月16日、5人での活動再開後、初となるシングル「どON」を配信リリース。
  - 5月5日、千葉市蘇我スポーツ公園で開催される野外フェス『JAPAN JAM2025』を機に5人体制でライブ活動を開始。
  - 7月16日、デビュー25周年イヤーを記念し、BEST ALBUM 「GREATEST FIVE」をリリース。5人での活動再開後リリースした「どON」を始めとし多数の新曲含めた全48曲収録したDISC3枚組となっている。早期予約特典では、今回のために収録したオリジナルラジオ番組「GREATEST RADIO」のカセットテープが同梱。

## ディスコグラフィー

### シングル

#### インディーズ
|     | リリース日     | タイトル                 | 品番       | 備考                                                  | 収録アルバム  |
| --- | -------------- | ------------------------ | ---------- | ----------------------------------------------------- | ------------- |
| 1st | 1996年12月28日 | 白日／真昼に見た夢       | 12FR050A   |                                                       | Talkin' cheap |
| 2nd | 1998年2月6日   | FADE AWAY／AT THE LOUNGE | FRAD-060   |                                                       | Talkin' cheap |
| 3rd | 1998年8月22日  | TONES／風に吹かれて      | FRAD-068   |                                                       | Talkin' cheap |
| 4th | 2000年5月13日  | UNDERLINE No.5 [LP]      | FRAD-095   |                                                       |               |
| 5th | 2000年7月28日  | UNDERLINE No.5 [CD]      | FRCD-100   |                                                       |               |
| 6th | 2000年9月14日  | UNDERLINE No.5 REMIXIES  | FRAD-103   |                                                       |               |
| 7th | 2000年11月23日 | マタ逢ウ日マデ           | WINE-82054 | インディーズ最後のシングル。                          | FIVE          |
| *   | 2001年8月30日  | 白日XXX                  | FRCD-109   | インディーズ時代のシングル「白日/真昼に見た夢」の再発 |               |

#### メジャー
|      | リリース日     | タイトル                                       | 品番       | 備考 | RSMナンバー                                | 収録アルバム                             |
| ---- | -------------- | ---------------------------------------------- | ---------- | --- | ------------------------------------------ | ---------------------------------------- |
| 1st  | 2001年3月22日  | STEPPER'S DELIGHT                              | AMCN-4525  | | RSM003                                     | FIVE                                     |
| 2nd  | 2001年6月27日  | 雑念エンタテインメント                         | AMCN-4540  | | RSM010                                     | FIVE                                     |
| 3rd  | 2001年10月11日 | One                                            | AMCN-4559  | | RSM023                                     | TOKYO CLASSIC                            |
| 4th  | 2002年3月27日  | FUNKASTIC                                      | WPC7-10134 | | 通常：RSM029 初回(男)：RSM047 (女)：RSM046 | TOKYO CLASSIC                            |
| 5th  | 2002年6月26日  | 楽園ベイベー                                   | WPCL-10233 | | 通：RSM062 初：RSM057                      | TOKYO CLASSIC                            |
| 6th  | 2002年11月27日 | BLUE BE-BOP                                    | WPC7-10165 | | 通：RSM080 初：RSM079                      | TIME TO GO                               |
| 7th  | 2003年6月18日  | JOINT                                          | WPCL-10004 | | 通：RSM092 初：RSM090                      | TIME TO GO                               |
| 8th  | 2004年3月17日  | Dandelion                                      | WPCL-10078 | | 通：RSM109 初：RSM108                      | MASTERPIECE                              |
| 9th  | 2004年7月7日   | GALAXY                                         | WPCL-10093 | | 通：RSM114 初：RSM113                      | MASTERPIECE                              |
| 10th | 2004年10月6日  | 黄昏サラウンド                                 | WPCL-10120 | | 通：RSM121 初：RSM120                      | MASTERPIECE                              |
| 11th | 2006年1月25日  | Hot chocolate                                  | WPCL-10250 | | 通：RSM161 初：RSM160                      | EPOCH                                    |
| *    | 2006年1月25日  | BATTLE FUNKASTIC                               | TOCT-4986  | HOTEI VS RIP SLYME名義で発売 |                                            | 未収録                                   |
| *    | 2006年4月26日  | 間宮兄弟/Hey,Brother feat. RIP SLYME           | WPCL-10270 | 映画『間宮兄弟』のコンセプトシングル |                                            | 未収録                                   |
| *    | 2006年7月5日   | Juice                                          | VICL-36079 | くるりとのコラボシングル。「ラヴぃ」と同時発売。 くるりの所属レコード会社、Victor Ent.よりリリース。                                                                                 |                                            | 未収録                                   |
| *    | 2006年7月5日   | ラヴぃ                                         | WPCL-10318 | くるりとのコラボシングル。「Juice」と同時発売 |                                            | EPOCH                                    |
| 12th | 2006年10月25日 | ブロウ                                         | WPCL-10338 | | 通：RSM175 初：RSM174                      | EPOCH                                    |
| 13th | 2007年7月25日  | 熱帯夜                                         | WPCL-10418 | | 通：RSM185 初：RSM184                      | FUNFAIR                                  |
| 14th | 2007年11月7日  | SPEED KING                                     | WPCL-10442 | | 通：RSM188 初：RSM187                      | FUNFAIR                                  |
| 15th | 2008年7月30日  | 太陽とビキニ                                   | WPCL-10496 | | RSM201                                     | JOURNEY                                  |
| 16th | 2009年2月25日  | STAIRS                                         | WPCL-10656 | | 通：RSM203 初：RSM202                      | JOURNEY                                  |
| 17th | 2010年6月30日  | マタ逢ウ日マデ2010〜冨田流〜                   | WPCL-10826 | 「マタ逢ウ日マデ」のリメイク版。 | 通： 初：RSM216                            | GOOD TIMES                               |
| 18th | 2013年5月22日  | ロングバケーション                             | WPCL-11385 | | RSM247                                     | GOLDEN TIME                              |
| 19th | 2013年7月10日  | ジャングルフィーバー                           | WPCL-11517 | | RSM250                                     | GOLDEN TIME                              |
| 20th | 2013年11月13日 | SLY                                            | WPCL-10696 | | RSM253                                     | GOLDEN TIME                              |
| 21st | 2015年4月29日  | ピース/この道を行こう/ナイショデオネガイシマス | WPCL-12082 | |                                            | 10（ナイショデオネガイシマスのみ未収録） |
| 22nd | 2015年7月29日  | POPCORN NANCY/JUMP with chay/いつまでも        | WPCL-12158 | |                                            | 10（ナイショデオネガイシマスのみ未収録） |
| 23rd | 2016年3月2日   | Take It Easy                                   | WPCL-12346 | |                                            | 未収録                                   |
| 24th | 2016年10月6日  | Dance Floor Massive                            |            | 全国ツアー「DANCE FLOOR MASSIVE Ⅴ」会場限定シングル。活動休止前のRIP SLYME5人としての最後の作品であり、長らくストリーミング配信がされていなかったが、2025年6月より配信が開始された。 |                                            | 未収録                                   |

#### ダウンロード限定配信
- Present〜X'mas version〜（2006年12月11日） - アルバム「EPOCH」に収録「Present」のクリスマスバージョン。
- love & hate（2008年10月22日）
- 楽園ベイベー STUDIO APARTMENT Remix（2008年11月26日）
- Supreme（2008年11月26日）
- STAIRS（2009年1月28日）
- スポンジ・ボブのテーマ（2009年5月6日）
- Good Day adidas originals remix by DJ FUMIYA（2009年8月5日） - アルバム「JOURNEY」に収録「Good Day」のRemix。
- Don't Panic（Ugly Duckling remix）（2011年8月10日） - アルバム「STAR」に収録「Don't Panic」のRemix。
- RIDE ON (僕達急行ver.)（2012年3月24日）
- RUN with...（2013年1月30日（着うた）2月13日（着うたフル））
- Baile TOKYO（2016年2月24日）
- HUMAN NATURE（2022年4月15日）- 配信リリース。3人体制では初となるシングル。
- Gentleman（2022年5月14日）- 配信リリース
- After the rain feat.Amiide（2022年6月17日）- 配信リリース
- サヨナラSunset feat. おかもとえみ（2022年7月30日）- 配信リリース
- Rightnow! feat. SAMI-T（2022年11月19日）- 配信リリース
- Instrumentals - EP（2023年4月15日）- 配信リリース
- どON（2025年4月16日）- 配信リリース。5人での活動再開後、初となるシングル。
- Wacha Wacha（2025年5月28日）- 先行配信リリース。本楽曲で12年ぶりにミュージックステーションに出演。

### アルバム

#### インディーズ
|     | リリース日     | タイトル      | 品番     | 備考             |
| --- | -------------- | ------------- | -------- | ---------------- |
| 1st | 1995年10月21日 | Lip's Rhyme   | 20FR043D | ミニアルバム     |
| 2nd | 1998年2月21日  | talkin' cheap | FRCD-062 |                  |
| 3rd | 2003年10月10日 | YAPPARIP      | FRCD-120 | ベスト・アルバム |

#### メジャー
|      | リリース日     | タイトル      | 品番                                  | 備考      |
| ---- | -------------- | ------------- | ------------------------------------- | --------- |
| 1st  | 2001年7月25日  | FIVE          | AMCN-4542                             |           |
| 2nd  | 2002年7月24日  | TOKYO CLASSIC | WPC7-10147                            |           |
| 3rd  | 2003年7月16日  | TIME TO GO    | WPCL-10012                            |           |
| 4th  | 2004年11月3日  | MASTERPIECE   | WPCL-10140                            |           |
| 5th  | 2006年11月29日 | EPOCH         | WPCL-10370                            |           |
| 6th  | 2007年11月28日 | FUNFAIR       | WPCL-10444                            |           |
| 7th  | 2009年6月10日  | JOURNEY       | 初回盤 WPZL-30136/7 通常盤 WPCL-10689 | CD+DVD CD |
| 8th  | 2011年3月2日   | STAR          | WPCL-10923                            |           |
| 9th  | 2013年12月4日  | GOLDEN TIME   | 初回盤 WPZL-30777/8 通常盤 WPCL-11581 |           |
| 10th | 2015年9月30日  | 10            | 初回盤 WPCL-12240X 通常盤 WPCL-12240  |           |

|               | リリース日    | タイトル                                       | 品番                                      | 備考                                                                                   |
| ------------- | ------------- | ---------------------------------------------- | ----------------------------------------- | -------------------------------------------------------------------------------------- |
| 1st           | 2005年8月31日 | グッジョブ!                                    | 初回盤 WPZL-30034/5 通常盤 WPCL-10212     | 1CD+DVD 1CD                                                                            |
| *             | 2005年12月7日 | グッジョブ!CHRISTMAS EDITION                   | 限定盤 WPCL-10249                         | 30,000枚限定生産                                                                       |
| 2nd           | 2010年8月4日  | GOOD TIMES                                     | 初回盤 WPZL-30203/05 通常盤 WPCL-10840/1  | 2CD+DVD 2CD                                                                            |
| *             | 2010年9月22日 | GOOD TIMES VINYL EDITION selected by DJ FUMIYA | WPJL-10003/4                              | 2LP DJ FUMIYAが選曲したベスト。レコードにて発売。                                      |
| 裏2nd         |               |                                                |                                           |                                                                                        |
| 2010年12月1日 | BAD TIMES     | 初回盤 WPZL-30246/8 通常盤 WPCL-10888/9        | 2CD+DVD 2CD                               |                                                                                        |
| 3rd           | 2025年7月16日 | GREATEST FIVE                                  | 初回盤 WPZL-13654〜6 通常盤 WPCL-13651〜3 | 3CD+ライブスタッフパス風ステッカー+ジャケットデザインステッカー+オリジナルポスター 3CD |

#### その他
- O.T.F LIVE AT BUDOKAN 2002.07.25 [LIMITED EDITION]（2002年8月14日）
- V.A - REALRHYME TRAX phase2. （2002年11月20日） - 『By the Way』の砂原良徳リミックスを収録。
- RIP SLYME ORCHESTRA + PLUS（2003年2月26日） - 代表曲のポエム朗読とオーケストラ演奏

#### 参加作品（全員参加のみ）
- SURE SHOT feat. RIP SLYME / MELLOW YELLOW - RIP SLYMEの初録音作品
- Snow Man feat. RIP SLYME / LUVandSOUL
- TMC Graffiti / TMC ALLSTARS
- We Are The Wild / Gathering Of The All Stars
- Fanta-Z (slow ride babies) feat. RIP SLYME / GWASHI
- Black Dada（江戸前Mix）/ Fantastic Plastic Machine
- nonstop to tokyo / RIP SLYME（オムニバス「戦争に反対する唯一の手段は。−ピチカート・ファイヴのうたとことば−」）
- Sync ! feat. RIP SLYME / BLACK BOTTOM BRASS BAND
- No Future feat. RIP SLYME / EAST END
- Mothership Connection feat. RIP SLYME / MELLOW YELLOW
- ウィークエンド・シャフル featuring MCU, RYO-Z, KREVA, CUEZERO, CHANNEL, KOHEI JAPAN, SU, LITTLE, ILMARI, GAKU-MC, SONOMI, PES, K.I.N, 童子-T / RHYMESTER
- Wanna? / OKAMOTO'S × RIP SLYME
- あなたに / RIP SLYME（オムニバス「MONGOL800トリビュートアルバム」）
- Feel / unBORDE all stars [17]
- バンビーナ(BAMBINO MIX) / 布袋寅泰
- 始まりはＱ(9)CUE / SPECIAL OTHERS & RIP SLYME

### 映像作品
| リリース日    | タイトル                                                    | 品番                                  | 備考                                          |
| ------------- | ----------------------------------------------------------- | ------------------------------------- | --------------------------------------------- |
| 2003年3月26日 | SHORTCUTS! - DVD - SHORTCUTS! - VHS -                       | WPB7-90010 WPV7-90010                 | 曲のPV、ライヴ映像などを収録                  |
| 2005年4月13日 | ROUGH-CUT FIVE                                              | WPBL-90050/1                          | ツアー映像やオフショット、曲のPVなどを収録    |
| 2007年5月23日 | Cut It Now!                                                 | WPBL-90099                            |                                               |
| 2008年7月16日 | RIP SLYME FUNFAIR TOUR FINAL at BUDOKAN                     | WPBL-90110/11                         |                                               |
| 2009年9月23日 | Quick Cut                                                   | WPBL-90131                            |                                               |
| 2011年9月28日 | GOOD TIMES DVD 〜The Complete Music Video Clips 2001-2011〜 | WPBL-90159                            | ベストPV集 オリコン週間ランキング音楽DVD第1位 |
| 2011年11月9日 | GOOD TIMES DVD 〜The Best Live Performance 2002-2011〜      | WPBL-90163                            | ライブ映像集                                  |
| 2014年3月26日 | DANCE FLOOR MASSIVE IV PLUS                                 | DVD：WPBL-90274/5 Blu-ray：WPXL-90069 |                                               |
| 2016年7月13日 | RIP SLYME Tour of Ten FINAL at BUDOKAN                      | DVD：WPBL-90392/3 Blu-ray：WPXL-90128 |                                               |

### ボックス
| リリース日   | タイトル                             | 品番          | 備考 |
| ------------ | ------------------------------------ | ------------- | --- |
| 2014年4月2日 | 20th ANNIVERSARY COMPLETE SINGLE BOX | WPCL-11751/73 | メジャーデビュー・シングル「STEPPER'S DELIGHT」から「SLY」まで全20枚のシングル＋インディーズ盤の「マタ逢ウ日マデ」、くるりとのコラボレーション・シングル「ラヴぃ」、2005年公開映画「間宮兄弟」のコンセプト・シングル「間宮兄弟/Hey,Brother feat. RIP SLYME」の計23枚を収録。RIP SLYMEのデザインを担当するgroovisionsにより、全てのジャケットをリデザイン。3000セット限定販売 |

### 書籍
- RIP STYLE（2002年5月5日/ソニーマガジンズ）
- 届かぬ思い（2003年4月25日/宝島社）
- Kokan Nikki / O.Kazuto（2011年5月7日/パルコ出版）

### タイアップ
| 年     | 曲名                                               | タイアップ                                              |
| ------ | -------------------------------------------------- | ------------------------------------------------------- |
| 2003年 | JOINT                                              | NTTドコモのメロディコールCM曲                           |
| 2004年 | GALAXY                                             | サントリー『新カクテルバー』CM曲                        |
| 2004年 | Super Shooter                                      | フジテレビ系アニメ『GANTZ』オープニングテーマ           |
| 2004年 | SPASSO                                             | パルコ『SHIBUYA TO PARCO』TVCFテーマ曲                  |
| 2004年 | STEPPER'S DELIGHT                                  | NIKE FOOTBALL『SHIBUYA TO PARCO』CM曲                   |
| 2005年 | SPASSO                                             | ナムコPS2用ソフト『鉄拳5』CM曲                          |
| 2006年 | Hey,Brother                                        | 映画『間宮兄弟』主題歌                                  |
| 2006年 | ブロウ                                             | リクルート「FROM A」2006年秋のキャンペーンCMソング      |
| 2007年 | 熱帯夜                                             | Coke + iTunesキャンペーンCM曲                           |
| 2007年 | SPEED KING                                         | マクドナルド「Wrap SLYME」キャンペーンCM曲              |
| 2008年 | Supa Sonic                                         | キリンビバレッジ 「SoniQ」CM曲                          |
| 2009年 | STAIRS                                             | ONWARD「23区」CM曲第一弾                                |
| 2009年 | love & hate                                        | ONWARD「23区」CM曲第二弾                                |
| 2009年 | 星に願いを                                         | J-WAVEウィンターキャンペーンソング                      |
| 2010年 | SCAR                                               | フジテレビ系ドラマ『ジョーカー 許されざる捜査官』主題歌 |
| 2010年 | Good Times                                         | ソニーモバイルコミュニケーションズCM曲                  |
| 2010年 | Good Times (Bad Times remix) Remixed By Y.Sunahara | ユニバーサル映画『怪盗グルーの月泥棒』日本版主題歌      |
| 2011年 | 甘い生活〜La dolce vita〜                          | 日産・ラフェスタCMソング                                |
| 2011年 | The Beat Goes On                                   | 酒造メーカーJack Daniel'sCM曲                           |
| 2012年 | RIDE ON                                            | 映画『僕達急行 A列車で行こう』主題歌                    |
| 2013年 | SLY                                                | フジテレビ系ドラマ『リーガル・ハイ』主題歌              |
| 2014年 | ナイショデオネガイシマス                           | 映画『ミュータント・タートルズ』日本語版主題歌          |
| 2014年 | いつまでも                                         | ヤクルト「ミルージュ」CM曲                              |
| 2015年 | この道を行こう                                     | メルセデス・ベンツ 「The New B-Class」CM曲              |
| 2015年 | ピース                                             | けん玉協会 40周年応援記念ソング                         |
| 2015年 | JUMP with chay                                     | フジテレビ系『ENGEIグランドスラム』テーマ曲             |
| 2015年 | 青空                                               | 奈良県観光キャンペーン「R-おとな」テーマソング          |
| 2015年 | メトロポリス                                       | NHK Eテレ「秘密結社 鷹の爪 DO」エンディングテーマ。     |
| 2016年 | Take It Easy                                       | 映画「珍遊記」主題歌                                    |

## 出演

### ラジオ番組
- TOKYO FM ストレイト・アウト・トーキョー
  - 毎週水曜 25:00 - 26:00、2001年10月3日 - 2003年3月
- TOKYO FM ストレイト・アウト・トーキョーII
  - 毎週金曜 23:30 - 23:55、2003年4月4日 - 9月26日
  - メインパーソナリティはRYO-Z。毎回その他メンバーの中から一人がゲストで登場し、スタジオ外にて収録。
- TOKYO FM ストレイト・アウト・トーキョーIII（SUN）
  - 毎週日曜 23:00 - 23:55、2003年10月5日 - 2005年9月25日
  - メインパーソナリティはRYO-Z。毎回その他メンバーの中から一人、もしくは二人がゲスト登場。
- TOKYO FM・JFN系列『SCHOOL OF LOCK!』内「RIP LOCKS!
  - 毎週月曜 23:08 - 23:25、2005年10月3日 - 2009年6月8日
- J-WAVE M+ (music plus) "RIP SERVICE"
  - 毎週月曜 - 木曜 12:20 - 13:30、2010年7月5日 - 12月30日

## ミュージックビデオ
| 公開年 | 監督                         | 曲名                                                        | 備考                       |
| ------ | ---------------------------- | ----------------------------------------------------------- | -------------------------- |
| 1998年 |                              | FADE AWAY                                                   |                            |
| 2001年 | 伊藤弘                       | STEPPER'S DELIGHT                                           |                            |
| 2001年 | 伊藤弘                       | 雑念エンタテインメント                                      |                            |
| 2001年 | 伊藤弘                       | One                                                         |                            |
| 2002年 | groovisions                  | FUNKASTIC                                                   |                            |
| 2002年 | 伊藤弘                       | 楽園ベイベー                                                |                            |
| 2002年 | 伊藤弘                       | BLUE BE-BOP                                                 |                            |
| 2003年 | 伊藤弘                       | JOINT                                                       |                            |
| 2003年 | 大橋陽                       | チェッカー・フラッグ                                        |                            |
| 2004年 | 手島領                       | Dandelion                                                   |                            |
| 2004年 | 辻川幸一郎                   | GALAXY                                                      |                            |
| 2004年 | 大橋陽                       | GALAXY from DVD「OCEAN'S FIVE                               |                            |
| 2004年 | groovisions                  | 黄昏サラウンド                                              |                            |
| 2005年 | 大橋陽                       | FUNKASTIC from DVD「ROUGH-CUT FIVE」                        |                            |
| 2005年 | 小島淳二                     | UNDER THE SUN                                               |                            |
| 2006年 | Enlightenment                | Hot chocolate                                               |                            |
| 2006年 | ムラカミタツヤ               | BATTLE FUNKASTIC                                            | HOTEI vs RIP SLYME         |
| 2006年 | Higuchinsky                  | Hey,Brother                                                 |                            |
| 2006年 | キャビアとグルーヴィジョンズ | ラヴぃ                                                      | リップスライムとくるり     |
| 2006年 | groovisions                  | Juice                                                       | くるりとリップスライム     |
| 2006年 | SAMPRAS＋モリ○カツ           | ブロウ                                                      |                            |
| 2007年 | キャビア〜ンと北澤"momo"寿志 | 熱帯夜                                                      | 澄川ロア、美優千奈らが出演 |
| 2007年 | groovisions                  | SPEED KING                                                  |                            |
| 2007年 | Tales                        |                                                             |                            |
| 2008年 | 外山尚吾                     | Remember from DVD「FUNFAIR TOUR FINAL at BUDOKAN」          |                            |
| 2008年 | 外山尚吾                     | 楽園ベイベー from DVD「FUNFAIR TOUR FINAL at BUDOKAN」      |                            |
| 2008年 | 外山尚吾                     | 熱帯夜 from DVD「FUNFAIR TOUR FINAL at BUDOKAN」            |                            |
| 2008年 | 中村剛                       | 太陽とビキニ                                                |                            |
| 2008年 | 足立洋平                     | SPLASH                                                      |                            |
| 2009年 | 伊藤弘                       | STAIRS                                                      |                            |
| 2009年 | SAMPRAS＋モリ○カツ           | Good Day                                                    |                            |
| 2009年 | 田中裕介                     | Good Day adidas originals remix by DJ FUMIYA                |                            |
| 2010年 | サンプラスデザインと中茎強   | マタ逢ウ日マデ2010〜冨田流〜                                |                            |
| 2010年 | 小島淳二                     | SCAR                                                        |                            |
| 2010年 | groovisions                  | Good Times (2D Ver.)                                        |                            |
| 2011年 | サンプラスデザインと中茎強   | センス・オブ・ワンダー                                      |                            |
| 2011年 | 田中裕介                     | JACK GOES ON（Jack Daniel's:JACK ROCKS 2011 Original Song） |                            |
| 2013年 | 田向潤                       | ロングバケーション                                          |                            |
| 2013年 | 斎藤渉                       | ジャングルフィーバー                                        |                            |
| 2013年 | 斎藤渉                       | SLY                                                         |                            |
| 2014年 | 手島正裕                     | SLY from「DANCE FLOOR MASSIVE IV PLUS」                     |                            |
| 2014年 | 手島正裕                     | ジャングルフィーバー from「DANCE FLOOR MASSIVE IV PLUS」    |                            |
| 2015年 | 二宮大輔                     | この道を行こう                                              |                            |
| 2015年 | ODDJOB                       | ピース                                                      |                            |
| 2015年 | 宅野祐介                     | ナイショデオネガイシマス                                    |                            |
| 2015年 | 池田一真                     | POPCORN NANCY                                               |                            |
| 2015年 | 斎藤渉                       | JUMP with chay                                              |                            |
| 2016年 | 上山悠二                     | The Man（feat.CHOZEN LEE from FIRE BALL）                   |                            |
| 2016年 | 斎藤渉                       | Check This Out                                              |                            |
| 2022年 |                              | Gentleman                                                   | リリックビデオ             |
| 2022年 | ひらめ(arne)                 | After the rain feat. Amiide                                 | リリックビデオ             |
| 2022年 | ひらめ(arne)                 | サヨナラSunset feat. おかもとえみ                           | リリックビデオ             |
| 2022年 |                              | Rightnow! feat. SAMI-T                                      | リリックビデオ             |
| 2025年 |                              | STEPPER'S DELIGHT（再録版）                                 |                            |
| 2025年 | MESS                         | どON                                                        |                            |
| 2025年 | 木村太一                     | Wacha Wacha                                                 |                            |
| 2025年 | 丸山雄大                     | 結果論                                                      |                            |

|}

## 関連するアーティスト
- WISE ->> ILMARI、RYO-Zも参加しているTERIYAKI BOYZのメンバー
- FUNKY GRAMMAR UNIT
  - Rhymester
  - EAST END
  - Gnz Word
  - MELLOW YELLOW
  - KREVA (KICK THE CAN CREW)
  - LITTLE (KICK THE CAN CREW)
  - MCU (KICK THE CAN CREW)
  - CUEZERO
  - CHANNEL
  - DJ TATSUTA
  - DJ SHUHO
- TMC ALLSTARS
  - Dragon Ash
  - スケボーキング
  - ラッパ我リヤ
  - Missile Girl Scoot
  - PENPALS
- VERBAL ->> 『EPOCH』 -  「パーリーピーポー」。ILMARI、RYO-Zも参加しているTERIYAKI BOYZのメンバー
- スチャダラパー ->> 『EPOCH』 -  「レッツゴー7〜8匹」。
- YO-KING
- ケツメイシ
- Perfume
- chay
- SEAMO
- AZU
- 布袋寅泰 ->> 「BATTLE FUNKASTIC（FUNKASTIC BATTLE）」コラボ曲。
- くるり ->> シングル「ラヴぃ」と「Juice」のコラボ。
- HALCALI ->> RYO-Z、FUMIYAのプロデュースアーティスト。
- MONGOL800 ->> 『FUNFAIR』 - 「Remember」。
- COMA-CHI ->> 『FUNFAIR』 -  「EVOLUTION」。
- トータス松本 ->> 『JOURNEY』 - 「Here Comes the hero」。
- JUNGLIST YOUTHS ->> 『JOURNEY』 - 「Watch out!」。
- 木村カエラ ->> 『5years』 - 「ミラクル☆BANZAI」 ILMARIが参加。
- 大塚愛 ->>『LOVE is BEST』 - 「aisu×time」。SUが参加。後に結婚。
- STUDIO APARTMENT ->> 楽園ベイベーをRemix。『にほんのうた』 - 「ミス ユニバース」 SU、ILMARI参加。
- 黒木メイサ ->> 『にほんのうた』 - 「ミス ユニバース」 SU、ILMARIとともに参加。
- lecca ->> 『Step One』 - 「HI-TEN」SU、ILMARI参加。
- chelmico[28]

その他
- GROOVISIONS - ジャケットデザイン等を手掛けている
- MTVジャパン - 布袋寅泰とのマッシュアップ企画、SONYVAIOtypeC CMコラボ企画などを製作